# Allium sibthorpianum
Allium sibthorpianum är en amaryllisväxtart som beskrevs av Schult. och Julius Hermann Schultes. Allium sibthorpianum ingår i släktet lökar, och familjen amaryllisväxter. Inga underarter finns listade i Catalogue of Life.